# Martín Pedreira
Martín Pedreira (n. 1952, Habana, Cuba) es un destacado guitarrista, compositor y profesor cubano.

## Formación académica
Martín Pedreira comenzó a tocar la guitarra como autodidacta a la edad de diez años. En 1968, inició sus estudios académicos formales con el reconocido profesor Isaac Nicola en la Escuela Nacional de Artes de La Habana, donde se graduó en 1975. Pedreira continuó su entrenamiento profesional en el Instituto Superior de Artes, en la misma ciudad, bajo la guía de los guitarristas Isaac Nicola y Leo Brouwer, y obtuvo un diploma de graduado en 1983. Pedreira también realizó estudios de posgrado con los Maestros Alirio Díaz y María Luisa Anido. En el año 2002 recibió un diploma de Maestría en la Universidad de las Artes de La Habana, y en 2007 obtuvo un Doctorado en la misma institución.

## Guitarrista
Pedreira se ha presentado como concertista de guitarra a través del territorio de su país, Cuba, así como en México, Alemania y España, donde ofreció un recital en el Liceo de las Artes de Madrid en 1995, patrocinado por la Sociedad Española de la Guitarra. Como solista, él ha participado en importantes eventos, tales como el Concurso Andrés Segovia de Granada en 1981, Los Primeros Encuentros Latinoamericanos de Guitarristas, y otros Festivales internacionales. También ha participado en actividades de música de cámara formando parte de grupos como el Cuarteto Imaginario en 1998, la orquesta de guitarras Sonatas Habaneras en el 2000, y el cuarteto Kithara en 2010.

## Profesor
Martín Pedreira ha trabajado como profesor de guitarra desde 1975, y ha llevado a cabo importantes estudios relacionados con la didáctica y la técnica de la guitarra asociadas con la fisiología. El también ha brindado numerosos seminarios y cursos de posgrado en Cuba, España y México. Pedreira es actualmente profesor de guitarra en la Universidad de las Artes de La Habana.

## Compositor
Como compositor, su catálogo incluye numerosas piezas para guitarra y otros instrumentos, tales como: Suite simple, Preludio y son, La canción del son y La comparsa del gallo para voz, guitarra y percusión. Pedreira ha compuesto también numerosas piezas didácticas, entre las cuales se encuentran los álbumes: Divertimentos (25 piezas), Música para David (10 piezas), Diez Estudios, Preludios Breves, y otros.

## Otras actividades
A partir de 1985, Martín Pedreira trabajó para la Editorial Nacional de Música de Cuba, donde tradujo y publicó transcripciones de obras pedagógicas para la guitarra, tales como las del guitarrista iraní Joseph Urshalmi. El ha publicado también transcripciones de guitarristas populares como José Antonio (Ñico) Rojas (1927-2008) y Vicente González-Rubiera (Guyún) (1908-1987) (Ediciones del Museo de la Música, 2013 y 2017 respectivamente).
En 1990, Pedreira fungió como asesor de música del Festival Internacional de Guitarra de La Habana.
El es coautor, junto a su profesor Isaac Nicola de un Método para Guitarra en cuatro volúmenes (Ediciones Atril, Habana, Cuba, 2000), el cual constituye un programa de estudios adoptado por el Sistema Nacional de Educación Artística de Cuba.
Desde 2007, Pedreira ha colaborado sistemáticamente con el Museo Nacional de la Música, realizando análisis digital de transcripción de partituras del repertorio de la herencia cubana.
Martín Pedreira es también autor de los libros: Ergonomía de la Guitarra: Su técnica desde una perspectiva corporal (Ediciones Cúpulas, Habana, Cuba, 2011) e Historia de la Guitarra. Selección de Lecturas (Ediciones del Museo de la Música, Habana, Cuba, 2017).

## Premios y distinciones
En diciembre de 2003, Martín Pedreira recibió un Diploma al Mérito Pedagógico, otorgado por el Ministerio de Cultura y Educación Superior, y en 2007, la Distinción por la Educación Cubana.